# Prix Jean-Luc-Lagardère
Groupe 1
Cet article concerne Prix Jean-Luc Lagardère, course de plat à Longchamp. Pour la course homonyme de trot à Enghien, voir Prix Jean-Luc Lagardère (course hippique à Enghien).
Le prix Jean-Luc-Lagardère est une course hippique de plat se déroulant le premier week-end du mois d'octobre, le jour du Prix de l'Arc de Triomphe, sur l'hippodrome de Longchamp.
C'est une course de Groupe 1 réservée aux chevaux de 2 ans.
Le prix Jean-Luc-Lagardère se court actuellement sur 1 400 mètres, sur la nouvelle piste de Longchamp, la distance ayant varié au cours des années.
L'épreuve est dotée d'une allocation de 400 000 €. La première édition remonte à 1853, et portait alors le nom de Grand Critérium de Longchamp. Elle a été rebaptisée en l'honneur de Jean-Luc Lagardère, propriétaire-éleveur, en 2003. 
Elle se déroule le même jour que le prix de l'Arc de Triomphe, le prix du Cadran, le prix de l'Abbaye de Longchamp, le prix de l'Opéra et le prix Marcel-Boussac.

## Palmarès depuis 1987
| Année | Vainqueur          | Pays        | Père              | Jockey                | Entraîneur           | Propriétaire                 | Deuxième           | Troisième          | Temps   |
| ----- | ------------------ | ----------- | ----------------- | --------------------- | -------------------- | ---------------------------- | ------------------ | ------------------ | ------- |
| 2024  | Camille Pissarro   | Irlande     | Wootton Bassett   | Christophe Soumillon  | Aidan O'Brien        | Coolmore                     | Rashabar           | Misunderstood      | 1'20"58 |
| 2023  | Rosallion          | Royaume-Uni | Blue Point        | Sean Levey            | Richard Hannon       | Cheikh M. Obaid Al Maktoum   | Unquestionable     | Beauvatier         | 1'18"23 |
| 2022  | Belbek             | France      | Showcasing        | Mickaël Barzalona     | André Fabre          | Nurlan Bizakov               | Gamestop           | Breizh Sky         | 1'22"98 |
| 2021  | Angel Bleu         | Royaume-Uni | Dark Angel        | Lanfranco Dettori     | Ralph Beckett        | Marc Chan                    | Noble Truth        | Ancient Rome       | 1'24"57 |
| 2020  | Sealiway           | France      | Galiway           | Mickaël Barzalona     | Frédéric Rossi       | Haras de la Gousserie        | Nando Parrado      | Laws of Indices    | 1'23"49 |
| 2019  | Victor Ludorum     | France      | Shamardal         | Mickaël Barzalona     | André Fabre          | Écurie Godolphin             | Alson              | Armory             | 1'41"55 |
| 2018  | Royal Marine       | Royaume-Uni | Raven's Pass      | Oisin Murphy          | Saeed bin Suroor     | Écurie Godolphin             | Broome             | Anodor             | 1'39"10 |
| 2017* | Happily            | Irlande     | Galileo           | Ryan Moore            | Aidan O'Brien        | Coolmore                     | Olmedo             | Masar              | 1'38"51 |
| 2016* | National Defense   | France      | Invincible Spirit | Pierre-Charles Boudot | Christiane Head      | Sun Bloodstock SARL          | Salouen            | Whitecliffsofdover | 1'35"53 |
| 2015  | Ultra              | France      | Manduro           | Mickaël Barzalona     | André Fabre          | Écurie Godolphin             | Cymric             | Galileo Gold       | 1'37"27 |
| 2014  | Full Mast**        | France      | Mizzen Mast       | Thierry Thulliez      | Christiane Head      | Khalid Abdullah              | Territories        | Gleneagles         | 1'20"11 |
| 2013  | Karakontie         | France      | Bernstein         | Stéphane Pasquier     | Jonathan E. Pease    | Famille Niarchos             | Noozhoh Canarias   | Charm Spirit       | 1'22"97 |
| 2012  | Olympic Glory      | Royaume-Uni | Choisir           | Richard Hughes        | Richard Hannon       | Cheikh J. Bin H. Al Thani    | What A Name        | Indian Jade        | 1'25"73 |
| 2011  | Dabirsim           | France      | Hat Trick         | Frankie Dettori       | Christophe Ferland   | S.Springer                   | Sofast             | Salure             | 1'19"85 |
| 2010  | Wootton Bassett    | Royaume-Uni | Iffraaj           | P. Hanagan            | R.-A. Fahey          | F Brady & The Cosmic Cases   | Maiguri            | Tin Horse          | 1'23"00 |
| 2009  | Siyouni            | France      | Pivotal           | Gérald Mossé          | Alain de Royer-Dupré | S.A. Aga Khan                | Pounced            | Buzzword           | 1'19"50 |
| 2008  | Naaqoos            | France      | Oasis Dream       | Davy Bonilla          | Freddy Head          | Hamdam Al Maktoum            | Milanais           | Intense Focus      | 1'18"40 |
| 2007  | Rio de la Plata    | Royaume-Uni | Rahy              | Lanfranco Dettori     | Saeed bin Suroor     | Écurie Godolphin             | Declaration of War | Shediak            | 1'21"50 |
| 2006  | Holy Roman Emperor | Irlande     | Danehill          | Kieren Fallon         | Aidan O'Brien        | Coolmore                     | Battle Paint       | Vital Equine       | 1'18"60 |
| 2005  | Horatio Nelson     | Irlande     | Danehill          | Kieren Fallon         | Aidan O'Brien        | Coolmore & Diane Nagle       | Opera Cape         | Mauralakana        | 1'20"60 |
| 2004  | Oratorio           | Irlande     | Danehill          | Jamie Spencer         | Aidan O'Brien        | Coolmore                     | Early March        | Layman             | 1'19"30 |
| 2003  | American Post      | France      | Bering            | Richard Hughes        | Christiane Head      | Khalid Abdullah              | Charming Prince    | Ximb               | 1'24"50 |
| 2002  | Hold That Tiger    | Irlande     | Storm Cat         | Kieren Fallon         | Aidan O'Brien        | Coolmore                     | Le Vie Dei Colori  | Intercontinental   | 1'20"10 |
| 2001  | Rock of Gibraltar  | Irlande     | Danehill          | Michael Kinane        | Aidan O'Brien        | Sir Alex Ferguson & Coolmore | Bernebeau          | Dobby Road         | 1'22"90 |
| 2000  | Okawango           | France      | Kingmambo         | Olivier Doleuze       | Christiane Head      | Wertheimer et Frère          | King's County      | Honours List       | 1'41"80 |
| 1999  | Ciro               | Irlande     | Woodman           | Michael Kinane        | Aidan O'Brien        | Coolmore                     | Barathea Guest     | Ocean of Wisdom    | 1'50"50 |
| 1998  | Way of Light       | France      | Woodman           | Cash Asmussen         | Pascal Bary          | Famille Niarchos             | Red Sea            | Glamis             | 1'52"50 |
| 1997  | Second Empire      | Irlande     | Fairy King        | Michael Kinane        | Aidan O'Brien        | Coolmore                     | Charge d'Affaires  | Alboostan          | 1'47"70 |
| 1996  | Revoque            | Royaume-Uni | Fairy King        | John A. Reid          | Peter Chapple-Hyam   | Robert Sangster              | Majorien           | King Sound         | 1'37"70 |
| 1995  | Loup Solitaire     | France      | Lear Fan          | Olivier Peslier       | André Fabre          | Daniel Wildenstein           | Manninamix         | Eternity Range     | 1'37"60 |
| 1994  | Goldmark           | France      | Lyphard           | Sylvain Guillot       | André Fabre          | Cheikh Mohammed              | Walk On Mix        | Montjoy            | 1'43"40 |
| 1993  | Lost World         | France      | Last Tycoon       | Olivier Peslier       | Elie Lellouche       | Daniel Wildenstein           | Signe Divin        | Psychobabble       | 1'45"90 |
| 1992  | Tenby              | Royaume-Uni | Caerleon          | Pat Eddery            | Henry Cecil          | Khalid Abdullah              | Blush Rambler      | Basim              | 1'46"90 |
| 1991  | Arazi              | France      | Blushing Groom    | Gérald Mossé          | François Boutin      | Allen E. Paulson             | Rainbow Corner     | Seattle Rhyme      | 1'41"40 |
| 1990  | Hector Protector   | France      | Woodman           | Freddy Head           | François Boutin      | Stavros Niarchos             | Masterclass        | Beau Sultan        | 1'41"10 |
| 1989  | Jade Robbery       | France      | Mr. Prospector    | Cash Asmussen         | André Fabre          | Zenya Yoshida                | Linamix            | Honor Rajana       | 1'40"60 |
| 1988  | Kendor             | France      | Kenmare           | Maurice Philipperon   | Raymond Touflan      | Adolphe Bader                | Along All          | Ecossais           | 1'40"80 |
| 1987  | Fijar Tango        | France      | In Fijar          | Alfred Gibert         | Georges Mikhalidès   | Mahmoud Fustok               | Pasakos            | Most Precious      | 1'45"20 |
| 1986  | Danishkada         | France      | Thatch            | Yves Saint-Martin     | Alain de Royer-Dupré | S.A. Aga Khan                | Lockton            | Fotitieng          | 1'40"70 |
| 1985  | Femme Elite        | France      | Northjet          | Alain Lequeux         | Maurice Zilber       | Serge Fradkoff               | Bold Arrangement   | Kadrou             | 1'40"00 |
| 1984  | Alydar's Best      | France      | Alydar            | Christy Roche         | David V. O’Brien     | Alan Clore                   | River Drummer      | No Pass No Sale    | 1'49"00 |
| 1983  | Treizième          | France      | The Minstrel      | Gérard Dubroeucq      | Maurice Zilber       | Thomas Tatham                | Truculent          | Mendez             | 1'38"80 |
| 1982  | Saint Cyrien       | France      | Luthier           | Freddy Head           | Christiane Head      | Ghislaine Head               | L'Emigrant         | The Noble Player   | 1'46"50 |
| 1981  | Green Forest       | France      | Shecky Greene     | Alfred Gibert         | Mitri Saliba         | Mahmoud Fustok               | Norwick            | Rollins            | 1'46"20 |
| 1980  | Recitation         | Royaume-Uni | Elocutionist      | Greville Starkey      | Guy Harwood          | Anthony Bodie                | Critique           | Dunphy             | 1'44"20 |
| 1979  | Dragon             | France      | Phaeton           | Alain Goldsztejn      | Mitri Saliba         | Mahmoud Fustok               | Nice Havrais       | Princesse Lida     | 1'41"30 |
| 1978  | Irish River        | France      | Riverman          | Maurice Philipperon   | John Cunnington, Jr. | Raymond Adès                 | Inshallah          | Boitron            | 1'39"00 |
| 1977  | Super Concorde     | France      | Bold Reasoning    | Philippe Paquet       | Francois Boutin      | Walter Haefner               | Pyjama Hunt        | Acamas             | 1'43"90 |
| 1976  | Blushing Groom     | France      | Red God           | Henri Samani          | François Mathet      | S.A. Aga Khan                | Amyntor            | J O Tobin          | 1'44"70 |
| 1975  | Manado             | France      | Captains Gig      | Philippe Paquet       | François Boutin      | Souren Vanian                | Comeram            | French Swanee      | 1'40"40 |
| 1974  | Mariacci           | France      | Djakao            | Gérard Rivases        | J.-M. de Choubersky  | Guy de Rothschild            | Val de l'Orne      | Free Round         | 1'46"20 |
| 1973  | Mississipian       | France      | Vaguely Noble     | Bill Pyers            | Maurice Zilber       | Nelson Bunker Hunt           | Nonoalco           | Mount Hagen        | 1'39"70 |
| 1972  | Satingo            | France      | Petingo           | Henri Samani          | Alec Head            | Germaine Wertheimer          | Ben Trovato        | Thyratron          | 1'44"60 |
| 1971  | Hard To Beat       | France      | Hardicanute       | Bill Pyers            | Richard Carver       | S. Sokolov                   | Steel Pulse        | Prodice            | 1'41"10 |
| 1970  | My Swallow         | Royaume-Uni | Le Levanstell     | Lester Piggott        | Paul Davey           | David Robinson               | Bonami             | Marche Persan      | 1'43"20 |
| 1969  | Breton             | France      | Relko             | Lester Piggott        | C-W Bartholomew      | Peter Butler                 | Baroque            | Faraway Son        | 1'42"00 |
| 1968  | Yelapa             | France      | Mossborough       |                       | Maurice Zilber       |                              | Belbury            | Kerande            |         |
| 1967  | Sir Ivor           | Irlande     | Sir Gaylord       | Lester Piggott        | Vincent O’Brien      |                              | Pola Bella         | Timmy My Boy       |         |
| 1966  | Silver Cloud       | France      | Dan Cupid         |                       | Étienne Pollet       |                              | Roi Dagobert       | Taj Dewan          |         |
| 1965  | Soleil             | France      | Major Portion     |                       | Geoffroy Watson      |                              | Hauban             | Behistoun          |         |
| 1964  | Grey Dawn          | France      | Herbager          |                       | Étienne Pollet       |                              | Sea Bird           |                    |         |
| 1963  | Neptunus           | France      | Neptune           |                       | Étienne Pollet       |                              | La Bamba           | Kirkland Lake      |         |
| 1962  | Hula Dancer        | France      | Native Dancer     | Roger Poincelet       | Étienne Pollet       |                              | Quiqui             | Spy Well           |         |
| 1961  | Abdos              | France      | Arbar             |                       |                      |                              | Prudent            | Tremolo            |         |
| 1960  | Right Royal        | France      | Owen Tudor        | Roger Poincelet       | Étienne Pollet       |                              | Moskova            | Misti              |         |

** Gleneagles, rétrogradé de la première place pour avoir gêné ses adversaires à l'arrivée

## Précédents vainqueurs
- 1853: Celebrity
- 1854: Allez y Gaiement
- 1855: Miss Cath
- 1856: Duchess
- 1857: Tonnerre des Indes
- 1858: Nuncia
- 1859: Mon Etoile
- 1860: Isabella
- 1861: Stradella
- 1862: Damier
- 1863: Sonchamp
- 1864: Le Bearnais
- 1865: Czar
- 1866: Montgoubert
- 1867: Le Sarrazin
- 1868: Mademoiselle de Fligny
- 1869: Sornette
- 1870: annulée
- 1871: Revigny
- 1872: Franc Tireur
- 1873: Fideline
- 1874: Perplexe
- 1875: Jonquille
- 1876: Jongleur
- 1877: Mantille
- 1878: Swift
- 1879: Basilique
- 1880: Perplexite
- 1881: Vigilant
- 1882: Vernet
- 1883: Fra Diavolo
- 1884: The Condor
- 1885: Alger
- 1886: Frapotel
- 1887: Stuart
- 1888: May Pole
- 1889: Cromatella
- 1890: Reverend
- 1891: Rueil
- 1892: Marly
- 1893: Dolma Baghtche
- 1894: Le Sagittaire
- 1895: Hero
- 1896: Roxelane
- 1897: Cazabat
- 1898: Holocauste
- 1899: Ramadan
- 1900: Eryx
- 1901: Le Mandinet
- 1902: Vinicius
- 1903: Ob
- 1904: Val d'Or
- 1905: Prestige
- 1906: Ouadi Halfa
- 1907: Sauge Pourpree
- 1908: Golden Sky
- 1909: Uriel
- 1910: Faucheur
- 1911: Montrose
- 1912: Ecouen
- 1913: Le Grand Pressigny
- 1914–18: annulée
- 1919: Odol
- 1920: Durban
- 1921: Kefalin
- 1922: Épinard
- 1923: Clavieres
- 1924: Ptolemy
- 1925: Dorina
- 1926: Flamant
- 1927: Kantar
- 1928: Amorina
- 1929: Godiche
- 1930: Indus
- 1931: La Bourrasque
- 1932: Pantalon
- 1933: Brantôme
- 1934: Pampeiro
- 1935: Mistress Ford
- 1936: Teleferique
- 1937: Gossip
- 1938: Turbulent
- 1939–40: annulée
- 1941: Martia / Nosca
- 1942: Caravelle
- 1943: Priam
- 1944: Taiaut
- 1945: Nirgal
- 1946: Clarion
- 1947: Rigolo
- 1948: Ambiorix
- 1949: Tantième
- 1950: Sicambre
- 1951: Cosmos
- 1952: Dragon Blanc
- 1953: Le Geographe
- 1954: Beau Prince
- 1955: Apollonia
- 1956: Tyrone
- 1957: Bella Paola
- 1958: Tiepoletto
- 1959: Angers